# Megaselia deltomera
Megaselia deltomera är en tvåvingeart som först beskrevs av Schmitz 1924.  Megaselia deltomera ingår i släktet Megaselia och familjen puckelflugor. Inga underarter finns listade i Catalogue of Life.